# CFNM

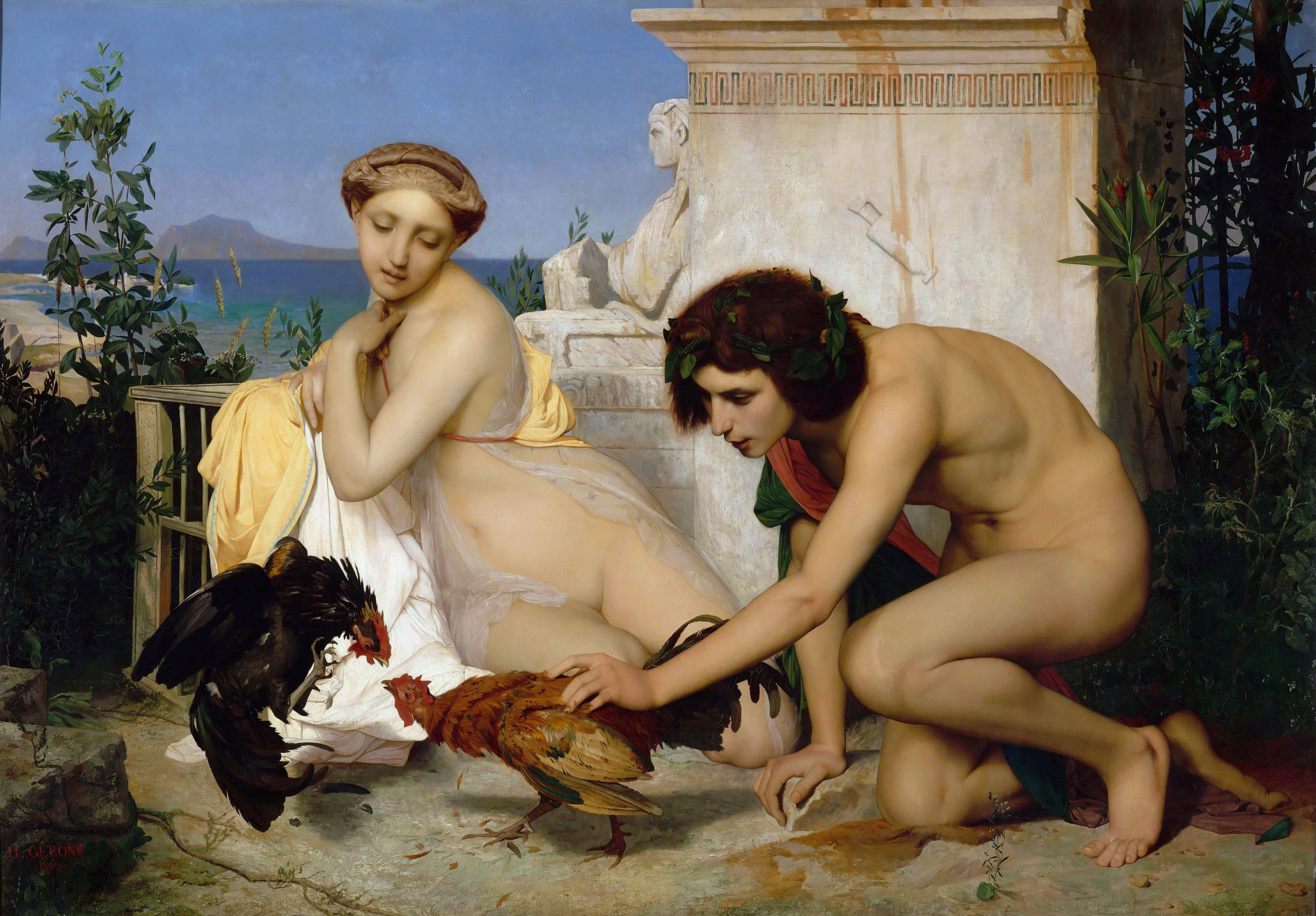
Bức tranh Jeunes Grecs faisant battre des coqs của Jean-Léon Gérôme (1846)

CFNM, viết tắt của cụm từ tiếng Anh Clothed female, naked (hoặc nude) male, là một thể loại nghệ thuật khiêu dâm với đặc trưng là một hay nhiều đàn ông khoả thân và một hay nhiều phụ nữ mặc quần áo. Đôi khi nó được mô tả như là tưởng tượng tình dục, bởi phụ nữ hay nam giới, mô tả tình huống tôn vinh cơ thể hoặc phô dâm. Hình ảnh khoả thân nam về một phía cũng có thể xuất hiện khi một người đàn ông cởi quần áo trong điệu múa thoát y của nam giới, một buổi khám sức khỏe, cũng như là người mẫu minh họa cho sinh viên nghệ thuật, hoặc bị ép phải cởi bỏ quần áo như một biện pháp trừng phạt. 
Trong văn hóa phẩm khiêu dâm hay văn học khiêu dâm, CFNM mô tả sự chuyển đổi quyền lực khi ngày càng nhiều nam giới ở vai thống trị truyền thống bị biến thành vật thể, bị làm xấu hình tượng hoặc bị làm nhục bởi ngày càng nhiều nữ giới ở vai phục tùng truyền thống. Kết quả là, CFNM hư cấu thì thường xuyên bao gồm nữ mặc quần áo đảm nhận vai trò là bà chủ đối với nam khoả thân. Đối lập với CFNM là Clothed male, naked female (CMNF).

## Tranh khoả thân nam giới

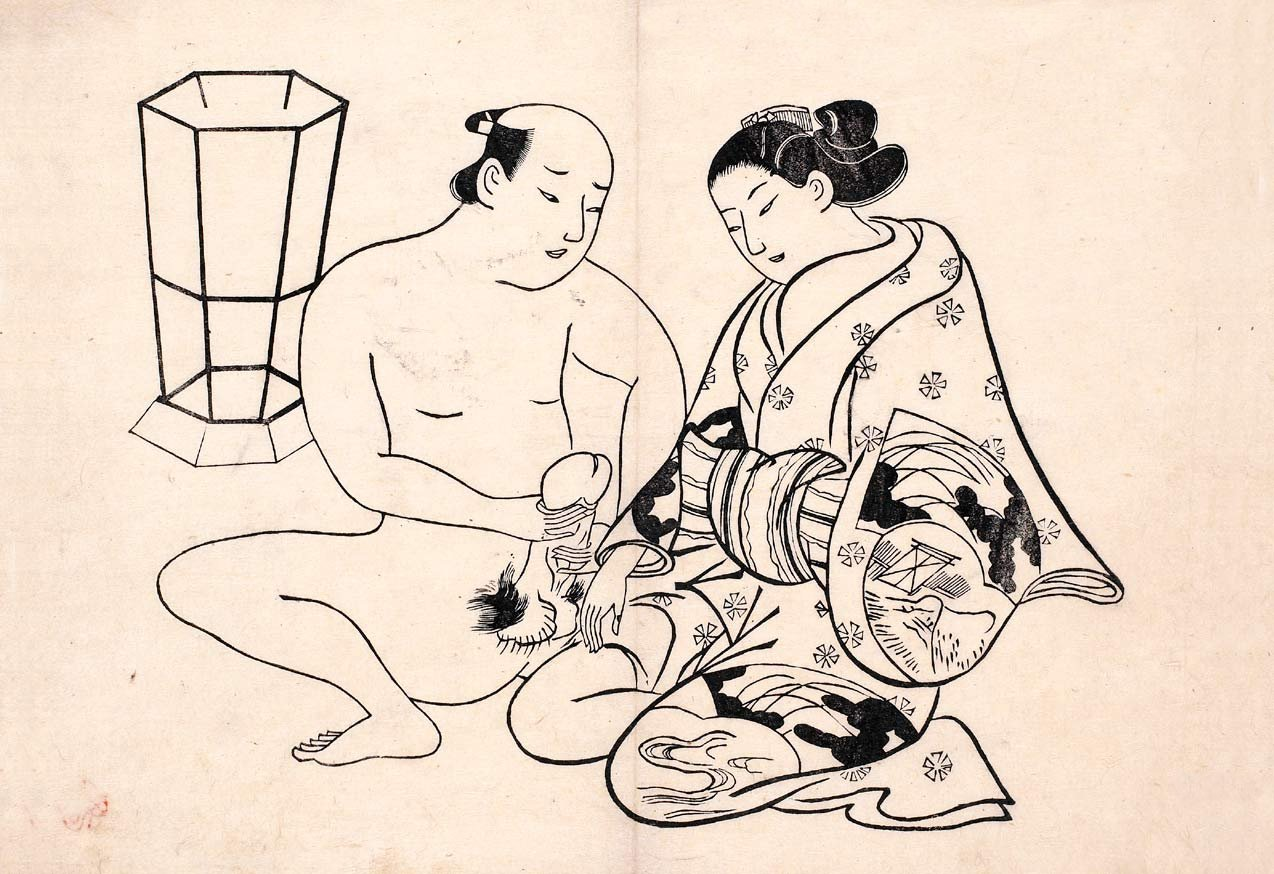
Tranh khắc gỗ của Torii Kiyonobu I, đầu những năm 1700.

Vào thời cổ đại cổ điển, hình vẽ nam giới khoả thân trong nghệ thuật (bao gồm cả phô bày bộ phận sinh dục ngoài) được xem như có thể chấp nhận được hơn là hình phụ nữ khoả thân. Cho đến thời kỳ Phục hưng, quan điểm này bị đảo ngược. Lấy ví dụ, ứng xử của Tiziano Vecelli về Perseus và Andromeda vào giữa những năm 1550, và Andromeda chính là người khoả thân - người đã nắm lấy búi vải-trong khi Perseus mặc áo giáp. Thuật vẽ khoả thân được chấp nhận đối với nền văn hoá salon của Pháp thế kỷ 19 nếu như khung cảnh rõ ràng là "cổ điển", vẽ những nhân vật trong một nền văn hoá mà khoả thân là điều bình thường, như trong tác phẩm Combat de coqs (1847) của Jean-Léon Gérôme.

## Nhìn nhận về nam giới
Tác giả nữ quyền Christina Hoff Sommers và Naomi Wolf từng viết rằng sự giải phóng tình dục của nữ giới khiến nhiều phụ nữ đi đến sự đảo lộn vai trò, nhờ đó họ xem những người đàn ông như đối tượng tình dục, trong một thái độ tương tự như những gì họ chỉ trích trong việc đối xử của đàn ông với phụ nữ.

## Văn hóa đại chúng
Nhân vật Mark "Lionel" Ritchie trong tiểu thuyết hài hước 'Clubbed to Death' (Cùng chết) năm 2014 của Grant Hill có một sự tôn sùng CFNM.